# Aguiaria
Aguiaria é um género botânico pertencente à família Malvaceae.

## Espécies
Apresenta uma única espécie:
- Aguiaria excelsa Ducke.